# 大葛温泉
大葛温泉（おおくぞおんせん）は、秋田県大館市比内町大葛（旧国出羽国、明治以降は羽後国）にある温泉。近くに大葛金山がある。

## 泉質
- カルシウム・ナトリウム - 硫酸塩泉
  - 源泉温度42.2℃

## 温泉街
共同浴場的な保養施設、「町民浴場」と民宿が2軒ほど存在し、ほかに大葛金山ふるさと館を併設する比内ベニヤマ荘がある。

## アクセス
- 公共交通
  - JR花輪線 扇田駅下車、秋北バス「大谷」行き[2]で約40分。
  - JR奥羽本線大館駅下車、秋北バス「大谷」行きで約75分。
- 車：東北自動車道 鹿角八幡平ICから国道282号・秋田県道22号比内大葛鹿角線経由20分